# Cacomantis passerinus
Cacomantis passerinus е вид птица от семейство Cuculidae.

## Разпространение
Видът е разпространен в Бангладеш, Бутан, Индия, Малдивите, Мианмар, Непал, Пакистан и Шри Ланка.